# Diócesis de Huancavelica
La diócesis de Huancavelica (en latín: Dioecesis Huancavelicensis) es una circunscripción eclesiástica de la Iglesia católica en Perú. Se trata de una diócesis latina, sufragánea de la arquidiócesis de Ayacucho. Desde el 21 de mayo de 2021 su obispo es Carlos Alberto Salcedo Ojeda, de los Misioneros Oblatos de María Inmaculada.

## Territorio y organización
La diócesis tiene 22 131 km² y extiende su jurisdicción sobre los fieles católicos de rito latino residentes en el departamento de Huancavelica.
La sede de la diócesis se encuentra en la ciudad de Huancavelica, en donde se halla la Catedral de San Antonio de Padua.
En 2021 en la diócesis existían 28 parroquias:
- Huancavelica
  - Parroquia El Sagrario, funciona en la antigua iglesia de San Juan de Dios;
  - Parroquia de Santa Ana, abarca todo el barrio de su nombre;
  - Parroquia de San Sebastián, con parte de la ciudad y el barrio de Yananaco.
  - Parroquia de Acoria
  - Parroquia de Santa Rosa de Mejorada
  - Parroquia de Conaica
  - Parroquia de Moya
  - Parroquia de Huaytará
  - Parroquia de Santiago de Chocorbos y  Códova
- Vicaría de Angaraes: Lircay, Julcamarca, Acobamba, y Caja Espíritu.
- Vicaría de Colcabamba: Churcampa, Anco y Paucarbamba.
- Vicaría de Huachos: Arma, Chupamarca y Castrovirreyna.
- Vicaría de Pampas: Huaribamba, Salcabamba, Surcubamba y Colcabamba.

En Lircay se halla el santuario de Nuestra Señora del Carmen.
La diócesis cuenta con un seminario mayor "Nuestra Señora de la Evangelización". Las provincias de Tayacaja y Churcampa son atendidas por los sacerdotes misioneros de Polonia, también tiene un seminario menor en donde se preparan a los jóvenes para el seminario mayor.

## Historia
La diócesis fue erigida el 18 de diciembre de 1944 con la bula Quae ad maius del papa Pío XII, obteniendo el territorio de la diócesis de Huamanga (hoy arquidiócesis de Ayacucho). Originalmente fue sufragánea de la arquidiócesis de Lima.
El 27 de abril de 1954, con la carta apostólica Haud parvae, el papa Pío XII proclamó a la Santísima Virgen María del Purísimo e Inmaculado Corazón como patrona principal de la diócesis.
El 30 de junio de 1966 pasó a formar parte de la provincia eclesiástica de la arquidiócesis de Ayacucho.

## Estadísticas
Según el Anuario Pontificio 2022 la diócesis tenía a fines de 2021 un total de 450 115 fieles bautizados.
| Año                                                                             | Población            | Población | Población      | Sacerdotes | Sacerdotes    | Sacerdotes    | Bautizados por sacerdote | Diáconos permanentes | Religiosos | Religiosos | Parroquias |
| Año                                                                             | Bautizados católicos | Total     | % de católicos | Total      | Clero secular | Clero regular | Bautizados por sacerdote | Diáconos permanentes | Varones    | Mujeres    | Parroquias |
| ------------------------------------------------------------------------------- | -------------------- | --------- | -------------- | ---------- | ------------- | ------------- | ------------------------ | -------------------- | ---------- | ---------- | ---------- |
| 1949                                                                            | 295 000              | 295 000   | 100.0          | 25         | 25            |               | 11 800                   |                      |            |            | 164        |
| 1966                                                                            | 295 100              | 295 100   | 100.0          | 24         | 24            |               | 12 295                   |                      |            | 12         | 26         |
| 1970                                                                            | ?                    | 302 817   | ?              | 26         | 26            |               | ?                        |                      |            | 12         | 26         |
| 1976                                                                            | 320 000              | 350 000   | 91.4           | 26         | 24            | 2             | 12 307                   |                      | 3          | 10         | 26         |
| 1980                                                                            | 320 000              | 350 000   | 91.4           | 24         | 23            | 1             | 13 333                   |                      | 1          | 24         | 26         |
| 1990                                                                            | 455 000              | 466 000   | 97.6           | 25         | 25            |               | 18 200                   |                      |            | 40         | 27         |
| 1999                                                                            | 350 000              | 393 769   | 88.9           | 30         | 30            |               | 11 666                   |                      |            | 39         | 27         |
| 2000                                                                            | 335 209              | 427 009   | 78.5           | 24         | 24            |               | 13 967                   |                      |            | 43         | 17         |
| 2001                                                                            | 381 209              | 428 125   | 89.0           | 32         | 30            | 2             | 11 912                   |                      | 2          | 45         | 17         |
| 2002                                                                            | 402 680              | 482 465   | 83.5           | 74         | 37            | 37            | 5441                     |                      | 37         | 45         | 17         |
| 2003                                                                            | 350 850              | 427 684   | 82.0           | 75         | 38            | 37            | 4678                     |                      | 39         | 28         | 25         |
| 2004                                                                            | 406 709              | 444 829   | 91.4           | 40         | 40            |               | 10 167                   |                      |            | 32         | 25         |
| 2006                                                                            | 408 690              | 452 654   | 90.3           | 47         | 47            |               | 8695                     |                      |            | 32         | 25         |
| 2011                                                                            | 450 000              | 496 000   | 90.7           | 43         | 43            |               | 10 465                   |                      |            | 82         | 27         |
| 2016                                                                            | 435 600              | 487 500   | 89.4           | 49         | 49            |               | 8889                     |                      |            | 72         | 25         |
| 2019                                                                            | 437 180              | 491 930   | 88.9           | 49         | 49            |               | 8922                     |                      |            | 66         | 28         |
| 2021                                                                            | 450 115              | 506 500   | 88.9           | 49         | 49            |               | 9186                     |                      |            | 66         | 28         |
| Fuente: Catholic-Hierarchy, que a su vez toma los datos del Anuario Pontificio. |                      |           |                |            |               |               |                          |                      |            |            |            |

## Episcopologio
- Alberto María Dettmann y Aragón, O.P. † (6 de julio de 1945-28 de junio de 1948 nombrado obispo de Puno)
- Carlos María Jurgens Byrne, C.SS.R. † (13 de enero de 1949-7 de febrero de 1954 nombrado ordinario militar del Perú)
  - Sede vacante (1954-1956)
- Florencio Coronado Romani, C.SS.R. † (1 de marzo de 1956-14 de enero de 1982 jubilado)
- William Dermott Molloy McDermott † (14 de enero de 1982-18 de junio de 2005 jubilado por enfermedad)
- Isidro Barrio Barrio (18 de junio de 2005 por sucesión-21 de mayo de 2021 jubilado)
- Carlos Alberto Salcedo Ojeda, O.M.I., desde el 21 de mayo de 2021